# Lindsey Buckingham
Lindsey Adams Buckingham (n. 3 octombrie 1949, Palo Alto, California, SUA) este un muzician american, cunoscut ca fiind chitaristul și solistul vocal masculin al formației rock Fleetwood Mac din 1975 până în 1987 și din 1997 până în prezent. Pe lângă activitatea sa cu Fleetwood Mac Buckingham, a lansat șase albume solo și trei albume live. Ca membru al formației Fleetwood Mac a fost inclus în Rock and Roll Hall of Fame în 1998. În 2011 revista Rolling Stone l-a poziționat pe Buckingham pe locul 100 în lista celor mai buni 100 de chitariști din toate timpurile. La apogeul formației Fleetwood Mac Buckingham era cunoscut pentru stilul său de interpretare la chitară fără pană și pentru abilitățile sale vocale dar și pentru relația uneori tensionată cu colega de formație și fosta iubită Stevie Nicks.

## Copilăria
Născut în Palo Alto, California Buckingham a fost al treilea și cel mai mic copil al lui Morris Buckingham și a soției sale Rutheda (născută Elliot). A avut doi frați, Greg și Jeff. A crescut în zona San Francisco Bay Area unde Buckingham și frații săi erau încurajați să devină înotători profesioniști. Deși Buckingham a renunțat la sport pentru a începe o carieră în muzică fratele său Greg a câștigat o medalie de argint la Jocurile Olimpice de vară din 1968 din Mexico City.
Primul contact al lui Buckingham cu chitara a fost pe o chitară de jucărie Mickey Mouse cu care cânta alături de fratele său Jeff. Observând talentul său părinții i-au cumpărat o chitară "Harmony" în valoare de 35 de dolari.
Buckingham nu a luat niciodată lecții de chitară și nu știe să citească muzică. La vârsta de 13 ani a devenit interesat de muzica folk și, influențat de tehnica de interpretare la banjo, a învățat stilul energic al celor de la The Kingston Trio. La vârsta de 15 ani s-a alăturat formației folk locale Fritz ca și chitarist și solist vocal.

## Buckingham Nicks
Buckingham și iubita sa de la acea vreme, Stevie Nicks, au înregistrat șapte demouri în 1972 pe un aparat analog cu patru canale și au venit în Los Angeles pentru a căuta o casă de discuri. În 1973 au semnat cu Polydor Records și în luna septembrie a aceluiași an a fost lansat albumul Buckingham Nicks. Totuși, la scurt timp după lansare casa de discuri a retras albumul din cauza vânzărilor slabe.
În ciuda acestei măsuri, albumul a primit recenzii pozitive din partea criticilor. Buckingham și Nicks au pornit într-un scurt turneu de promovare a albumului cu puțin timp înainte să devină membri Fleetwood Mac. Concertele de la Birmingham și Tuscaloosa există sub formă de bootleg. Formația de turneu includea toboșarii Bob Aguirre (de la Fritz) și Gary Hodges plus basistul Tom Moncrieff care mai târziu va interpreta pentru Stevie Nicks pe albumul ei din 1981 Bella Donna.
Buckingham Nicks nu a fost niciodată lansat pe CD, deși există sub formă de bootleg. Atât Buckingham cât și Nicks au luat în calcul o posibilă lansare pe CD în viitorul apropiat.

## Fleetwood Mac

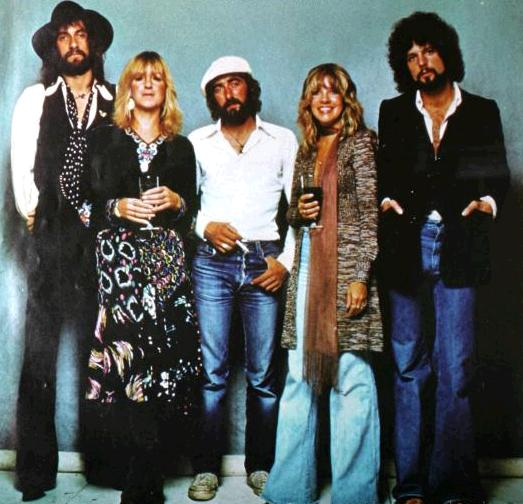
Buckingham (dreapta) împreună cu Fleetwood Mac în 1977

În timp ce se afla la studioul Sound City din California Mick Fleetwood a auzit melodia "Frozen Love" de pe albumul Buckingham Nicks. Impresionat, Fleetwood a întrebat cine era chitaristul. Întâmplător, atât Buckingham cât și Nicks se aflau la studio pentru a înregistra niște demouri iar Buckingham a făcut cunoștință cu Fleetwood. După ce Bob Welch a părăsit Fleetwood Mac în decembrie 1974 Fleetwood i-a oferit lui Buckingham locul de chitarist în formație. Buckingham a spus că el și Nicks sunt o echipă și nu acceptă dacă nu vine și ea. Fleetwood a fost de acord să îi primească pe amândoi.
Fleetwood Mac a lansat albumul eponim în 1975 care a ocupat prima poziție în topurile americane. Totuși, următorul album al acestei formule noi, Rumours, a adus formația la un nivel de popularitate internațional când a devenit cel mai bine vândut album din istorie la vremea respectivă și a câștigat Premiul Grammy pentru cel mai bun album al anului. Principala melodie de pe album era "Go Your Own Way", compusă de Buckingham, care a ajuns în Top 10 în Statele Unite. După succesul răsunător al albumului Rumours (în timpul înregistrării căruia a avut loc sfârșitul relației dintre Buckingham și Nicks) Buckingham a decis să nu mai folosească același model muzical. Rezultatul a fost albumul Tusk din 1979 de care Buckingham s-a ocupat personal. Din nou, Buckingham a fost autorul melodiei principale care a ocupat locul 8 în Billboard Hot 100. Deși după mai multe standarde a fost un hit, Tusk nu a avut aceleași vânzări ca și Rumours.
După ce au încheiat un masiv turneu mondial în 1980 Fleetwood Mac s-a întors în studio pentru a înregistra următorul album, Mirage, un album cu o orientare pop-rock care a readus formația în fruntea topurilor americane. Totuși, în această perioadă diferiți membri au început să înregistreze succes ca artiști solo (în special Nicks) și vor trece cinci ani până când Fleetwood Mac va lansa următorul album. Când Tango in the Night a fost lansat în 1987 Buckingham a lansat deja două albume solo și a renunțat la mare parte din melodiile care trebuiau să formeze următorul său album solo pentru formație, inclusiv "Big Love", "Tango in the Night", "Family Man" și "Caroline". Pe câteva dintre aceste melodii Buckingham interpretează la toate instrumentele "Big Love", lansat ca primul single de pe album, a devenit o melodie Top 10 în Statele Unite și Regatul Unit.
Tango in the Night a devenit cel mai bine vândut album al formației de după Rumours, lansat cu zece ani înainte. Totuși, după lansare Buckingham a părăsit Fleetwood Mac din cauza dorinței sale de a nu merge în turneu și din cauza relațiilor tensionate cu ceilalți membri. Fleetwood Mac a decis să continue fără el iar Buckingham a fost înlocuit cu Rick Vito și Billy Burnette.

## Proiecte solo
În perioada în care lucra la albumul Tusk Buckingham a produs albume pentru Walter Egan și John Stewart și a început să lucreze la propriul album solo.
În 1981 Buckingham a lansat primul său album solo, Law and Order, în care el cântă la aproape toate instrumentele și care a inclus colegii de la Fleetwood Mac Christine McVie și Mick Fleetwood în calitate de invitați. Albumul prezenta influențele de pe Tusk și a produs hitul "Trouble" care a ocupat locul 9 în Statele Unite și prima poziție în Australia (timp de trei săptămâni). Doi ani mai târziu a compus și interpretat melodiile "Holiday Road" și "Dancin' Across the U.S.A." pentru filmul O vacanță de tot râsul. "Holiday Road" a fost lansat ca single și a ocupat locul 82 în Billboard Hot 100. A compus melodii și pentru alte filme, inclusiv "Time Bomb Town" pentru Înapoi în viitor (1985). În această melodie Buckingham interpreta la toate instrumentele cu excepția bateriei la care a interpretat bateristul Michael Huey.
În 1984, după ce a încheiat relația de șapte ani cu Carol Ann Harris, a lansat al doilea său album solo, Go Insane. Melodia cu același nume a avut un succes modest, ocupând locul 23 în Billboard Hot 100. Ultima melodie de pe album, "D. W. Suite", este un omagiu adus toboșarului The Beach Boys, Dennis Wilson, care a decedat cu un an înainte. În 1985 a interpretat în melodia "We Are the World" a proiectului USA for Africa.
După despărțirea sa de Fleetwood Mac Buckingham a petrecut mare parte din următorii cinci ani în studio lucrând la al treilea său album solo, Out of the Cradle, care a fost lansat în 1992. Majoritatea melodiilor au de-a face cu moartea tatălui său și cu moartea subită a fratelui său Greg în 1990. Out of the Cradle a primit câteva recenzii favorabile dar nu a avut același succes comercial ca și albumele Fleetwood Mac. Totuși, Buckingham s-a aflat în turneu în 1992-1993 pentru prima dată ca artist solo; formația sa de turneu conținea alți șapte chitariști pe care Buckingham i-a învățat individual fiecare melodie din programul concertelor.
Un al patrulea album solo, intitulat Gift of Screws, a fost înregistrat în perioada 1995-2001 și prezentat casei de discuri Warner Bros./Reprise pentru lansare. Executivii de la casa de discuri au reușit să îl convingă pe Buckingham să renunțe la album și să ia câteva melodii de pe albumul Gift of Screws și să le înregistreze cu Fleetwood Mac. Astfel, șapte melodii de pe albumul Gift of Screws apar pe albumul Fleetwood Mac Say You Will în ordinea în care Buckingham ar fi vrut să apară pe albumul său solo. Există copii bootleg în calitate foarte bună ale albumului Gift of Screws - preluate de pe CD-ul pe care Buckingham l-a prezentat casei de discuri - care au circulat pe Internet prin rețelele peer-to-peer.
În ziua în care a împlinit 57 de ani (3 octombrie 2006) Buckingham a lansat al patrulea său album solo, Under the Skin, un album acustic în care Buckingham interpretează la aproape toate instrumentele cu excepția a două melodii în care apar colegii de la Fleetwood Mac John McVie și Mick Fleetwood. Albumul include un cover al melodiei "I Am Waiting" al celor de la The Rolling Stones. La trei zile de la lansare Buckingham a plecat într-un turneu de promovare a albumului care a durat până la sfârșitul lunii iunie 2007. Un spectacol din acest turneu susținut la Fort Worth, Texas a fost înregistrat și lansat pe CD și DVD sub numele de Live at the Bass Performance Hall.
În 2008 a fost lansat în cele din urmă albumul Gift of Screws ce conținea trei melodii de pe albumul planificat inițial plus șapte melodii noi. Buckingham  a pornit într-un scurt turneu de promovare în septembrie și octombrie începând în Saratoga, California și terminând în New York City.
Pe 3 noiembrie 2010 site-ul oficial al lui Buckingham a anunțat că lucrează la un album neintitulat ce urmează să fie lansat la începutul anului 2011. Buckingham a finalizat înregistrările la albumul intitulat Seeds We Sow în aprilie iar pe 22 aprilie 2011 a înregistrat un concert pe care l-a lansat pe DVD pentru a promova albumul. Seeds We Sow a fost lansat pe 6 septembrie 2011. Pe 10 septembrie Buckingham a pornit în turneul Seeds We Sow începând cu Reno, Nevada. Turneul s-a încheiat în Tulsa, Oklahoma pe 14 noiembrie. Buckingham a planificat primul său turneu solo în Regatul Unit și Irlanda care să înceapă în decembrie. Totuși, la începutul lunii decembrie Buckingham a amânat concertele după ce unul din chitariștii săi s-a accidentat la spate. Concertele din Regatul Unit au fost ulterior anulate.
Pe 3 mai 2012 Buckingham a început un turneu solo (fără formație) în Statele Unite, primul concert având loc în Solana Beach, California iar în noiembrie 2012 a lansat un album live complet solo intitulat One Man Show prin download pe iTunes dintr-un concert înregistrat în Des Moines, Iowa. One Man Show a fost lansat prin propria casă de discuri a lui Buckingham, Buckingham Records LLC.

## Revenirea în Fleetwood Mac

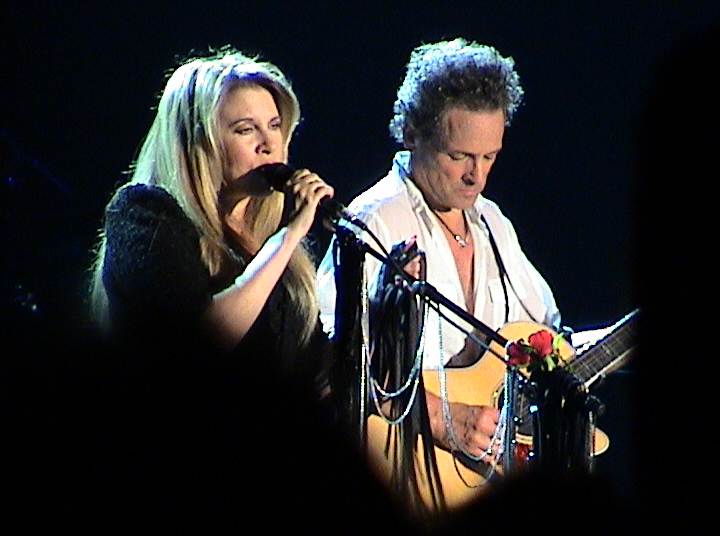
Lindsey Buckingham şi Stevie Nicks într-un concert Fleetwood Mac din 2003

În 1992 noul președinte al Statelor Unite, Bill Clinton, a cerut formației Fleetwood Mac să vină să interpreteze melodia "Don't Stop" pe care el a folosit-o în campania electorală la ceremonia sa inaugurală. Buckingham a acceptat să participe dar reuniunea a avut loc doar pentru acest eveniment deoarece membrii nu s-au împăcat pe deplin și nu aveau de gând să se reunească oficial.
În timp ce compunea material pentru un al patrulea album solo la mijlocul anilor 1990 Buckingham l-a contactat pe Mick Fleetwood pentru ajutor la o melodie. Colaborarea a durat mai mult timp decât era anticipat iar cei doi au decis să îi cheme pe Stevie Nicks, John și Christine McVie. Toți membrii s-au înțeles destul de bine și au fost planuri să se reunească pentru un turneu. În 1997 Buckingham și ceilalți membri au pornit în primul turneu de după 1982, turneul fiind intitulat The Dance Tour. Turneul a avut un succes răsunător și a ajutat la refacerea relației dintre Buckingham cu ceilalți membri. Totuși, Christine McVie a părăsit formația în 1998, transformând formația într-un cvartet. În 2003 formația a lansat primul album cu Buckingham și Nicks după 15 ani intitulat Say You Will. Melodia lui Buckingham, "Peacekeeper", a fost primul single de pe album iar formația a pornit într-un turneu mondial care a durat aproape un an și jumătate.
Formația a efectuat turneul UNLEASHED în 2009, primul spectacol având loc pe 1 martie 2009 în Pittsburgh, Pennsylvania. Christine McVie nu s-a implicat în acest proiect. Pe 30 aprilie 2013 formația a lansat primul material de studio după 10 ani prin download digital pe iTunes. Lansarea conține trei melodii noi ale lui Buckingham și melodie din perioada Buckingham Nicks, "Without You".

## Stil muzical
Spre deosebire de majoritatea chitariștilor rock Buckingham nu folosește pana. În schimb, el ciupește corzile cu degetele și cu unghiile. Inițial, după ce a devenit membru Fleetwood Mac, Buckingham interpreta pe o chitară Gibson Les Paul. Înainte de aceasta folosea un Fender Stratocaster, chitara pe care a folosit-o în primul album cu Fleetwood Mac. În 1979 a lucrat cu Rick Turner, patronul Renaissance Guitars, să creeze Model One. Aceasta a devenit chitara sa de bază, folosită atât în Fleetwood Mac cât și în proiectele sale solo. Pentru interpretările acustice folosește o chitară Taylor iar în trecut a folosit frecvent și o chitară Ovation.
Într-un interviu pentru Guitar World Acoustic Magazine Buckingham a declarat:
Întotdeauna am crezut că interpretezi pentru a evidenția melodia, nu pentru a evidenția solistul. Melodia este tot ceea ce contează. Sunt două căi pe care poți merge. Una este să devii cineva ca Eddie Van Halen, care este un mare chitarist, un virtuoz. Dar totuși nu face înregistrări bune deoarece ceea ce cântă este total pierdut în context cu muzica formației sale. Apoi sunt chitariști precum Chet Atkins care nu caută să se evidențieze ca și chitariști, dar folosesc chitara ca o unealtă pentru a face înregistrări bune. Îmi amintesc că iubeam muzica lui Chet când eram copil dar doar mai târziu, când chiar am ascultat părțile sale pentru chitară, am realizat cât de mult fac parte din structura melodiei și cât de mult îți vine să spui "Oh, acea melodie pur și simplu nu merge dacă nu sunt acolo

## Discografie

### Albume solo
- 1981: Law and Order
- 1984: Go Insane
- 1992: Out of the Cradle
- 2006: Under the Skin
- 2008: Gift of Screws
- 2011: Seeds We Sow

### Albume live
- 2008: Live at the Bass Performance Hall
- 2011: Songs from the Small Machine: Live in L.A at Saban Theatre in Beverly Hills, CA / 2011
- 2012: One Man Show

### Fleetwood Mac
- 1975: Fleetwood Mac
- 1977: Rumours
- 1979: Tusk
- 1982: Mirage
- 1987: Tango in the Night
- 1997: The Dance
- 2003: Say You Will
- 2013: Extended Play